# 2942 Cordie
2942 Cordie је астероид главног астероидног појаса са средњом удаљеношћу од Сунца која износи 2,238 астрономских јединица (АЈ).
Апсолутна магнитуда астероида је 13,2.